# Zabolot, Ovruci
Zabolot (în ucraineană Заболоть) este un sat în comuna Sloboda din raionul Ovruci, regiunea Jîtomîr, Ucraina.

## Demografie
Componența lingvistică a localității Zabolot
     Ucraineană (100%)
Conform recensământului din 2001, toată populația localității Zabolot era vorbitoare de ucraineană (100%).